# سترزتیتسه
سترزتیتسه (به لاتین: Střezetice) یک منطقهٔ مسکونی در جمهوری چک است که در ناحیه هرادتس کرالووه واقع شده‌است. سترزتیتسه ۴٫۸۱ کیلومتر مربع مساحت و ۳۷۴ نفر جمعیت دارد و ۲۷۱ متر بالاتر از سطح دریا واقع شده‌است.